# Euonymus eberhardtii
Euonymus eberhardtii là một loài thực vật có hoa trong họ Dây gối. Loài này được Tardieu mô tả khoa học đầu tiên năm 1948.